# Hexapanopeus costaricensis
Hexapanopeus costaricensis is een krabbensoort uit de familie van de Panopeidae. De wetenschappelijke naam van de soort is voor het eerst geldig gepubliceerd in 1940 door Garth.